# William L. Swing
William Lacy Swing (Lexington (Carolina do Norte), 11 de setembro de 1934 - Kuala Lumpur, 12 de junho de 2021) foi um diplomata dos Estados Unidos. Foi diretor-geral da Organização Internacional para as Migrações. Foi ainda representante Especial das Nações Unidas.
William formou-se na Catawba College, em Carolina do Norte. Ele recebeu seu Bacharel em Teologia pela Universidade de Yale. Ele conseguiu fazer pós-graduação na Universidade de Tübingen, na Alemanha. E ex-aluno da Universidade de Harvard em 1976

## Organização das Nações Unidas
William serviu como representante especial da ONU do Secretário-Geral, em 2001. Foi nomeado o Chefe de Missão para a Missão das Nações Unidas para o Referendo no Sara Ocidental (MINURSO).